# Agué
Agué ist eine Stadt und ein Arrondissement im Departement Atlantique in Benin. Es ist eine Verwaltungseinheit, die der Gerichtsbarkeit der Kommune Toffo untersteht.

## Demografie und Verwaltung
Gemäß der Volkszählung von 2013 hatte das Arrondissement 6230 Einwohner, davon waren 3021 männlich und 3209 weiblich.
Von den 76 Dörfern und Quartieren der Kommune Toffo entfallen sieben auf das Arrondissement Agué:
1. Agué
2. Badovita
3. Houéglé
4. Kinzoun
5. Niarin
6. Sèdjè
7. Takon